# رحة (الشعر)

تعديل مصدري - تعديل

رحة هي إحدى قرى عزلة الأ ملؤك بمديرية الشعر التابعة لمحافظة إب، بلغ تعداد سكانها 632 نسمة حسب تعداد اليمن لعام 2004.